# Ionela Stanca
Ionela Gâlcă-Stanca (n. 9 ianuarie 1981, Constanța, România) este o jucătoare de handbal din România care, până pe 6 martie 2013, a evoluat la clubul CS Oltchim Râmnicu Vâlcea. Începând din iulie 2015, ea a devenit componentă a clubului francez AC Issoudun Handball, care evoluează în liga N3.
Ionela Stanca este mărită cu rugbistul Răzvan Stanca. 

## Palmares
Club
- Liga Campionilor EHF:
  - Finalistă: 2010
  - Semifinalistă: 2012

- Trofeul Campionilor EHF:
  -  Câștigătoare: 2007

- Cupa Cupelor EHF:
  -  Câștigătoare: 2007

- Cupa EHF:
  - Semifinalistă: 2009

- Liga Națională
  - Câștigătoare: 2007, 2008, 2010, 2011, 2012

- Cupa României
  -  Câștigătoare: 2007, 2011

- Cupa Croației
  -  Câștigătoare: 2004

- Cupa Franței
  -  Câștigătoare: 2014

Echipa națională
- Campionatul Mondial:
  -  Medalie de argint: 2005

- Campionatul European:
  -  Medalie de bronz: 2010

- Campionatul European pentru Junioare
  -  Medalie de aur: 1999

## Distincții individuale
- Cel mai bun pivot la Campionatul Mondial din 2007, fiind inclusă în All-Star Team.[5]

- Cel mai bun pivot la Cupa Mondială GF 2009, fiind inclusă în All-Star Team.[6]

- Cea mai bună marcatoare a Ligii Naționale în sezonul 2006-2007.[7]

## Statistici
Goluri în cupele europene :

| Echipa                 | Sezon                    | Goluri |
| ---------------------- | ------------------------ | ------ |
| Podravka Vegeta        | Cupa EHF 2003-04         | 14     |
| Oltchim Râmnicu Vâlcea | Cupa Cupelor 2006-07     | 60     |
| Oltchim Râmnicu Vâlcea | Liga Campionilor 2007-08 | 65     |
| Rulmentul Urban Brașov | Cupa EHF 2008-09         | 51     |
| Oltchim Râmnicu Vâlcea | Liga Campionilor 2009-10 | 60     |
| Oltchim Râmnicu Vâlcea | Liga Campionilor 2010-11 | 39     |
| Oltchim Râmnicu Vâlcea | Liga Campionilor 2011-12 | 15     |
| Oltchim Râmnicu Vâlcea | Liga Campionilor 2012-13 | 22     |
| Total                  |                          | 326    |